# Plaza del Sagrado Corazón de Jesús
La plaza del Sagrado Corazón de Jesús es una plaza ubicada en Bilbao, en la intersección entre el final de la Gran Vía de Don Diego López de Haro y la avenida Sabino Arana.

## Monumento

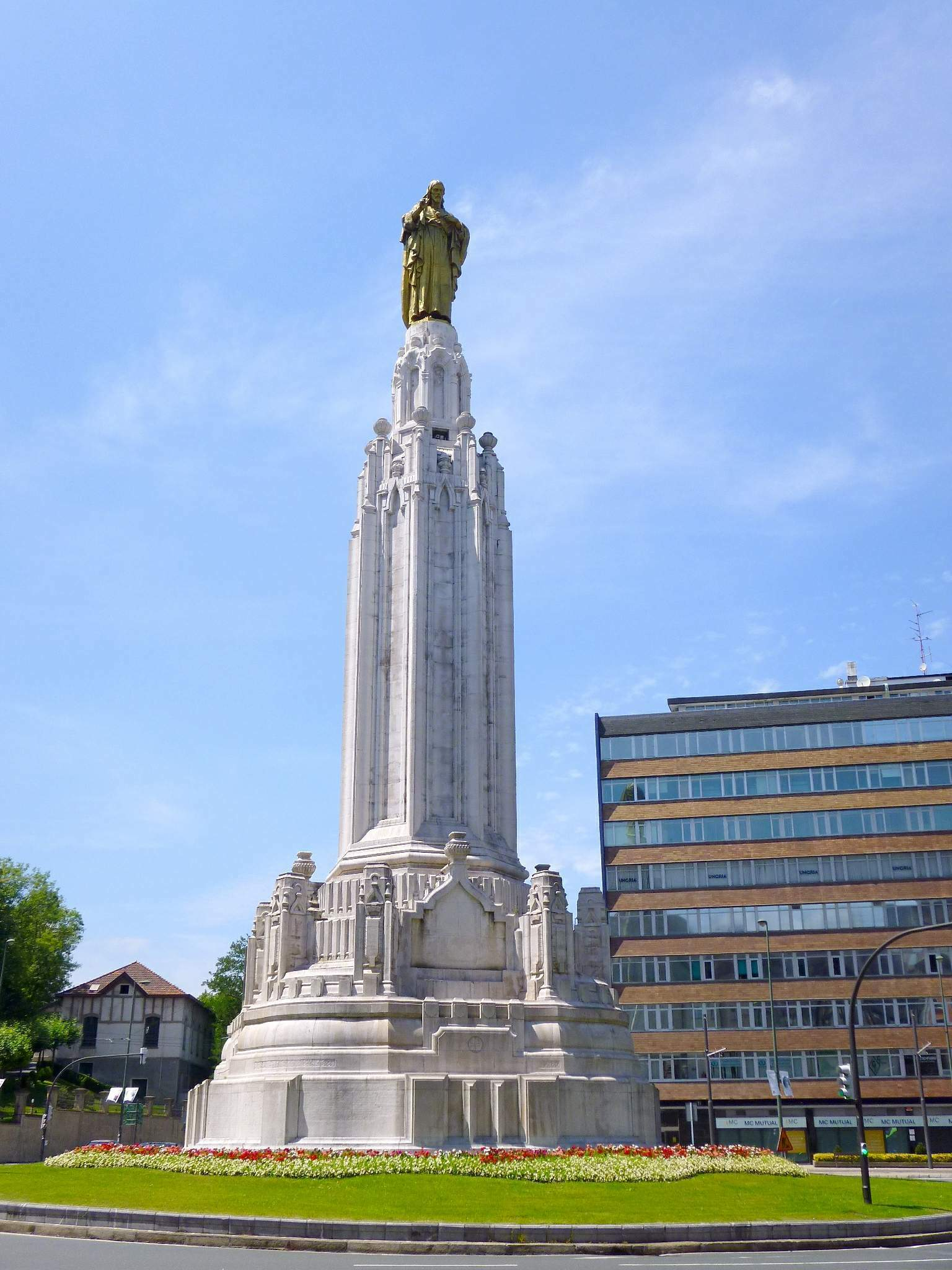
Detalle del monumento.

En la plaza del Sagrado Corazón de Jesús, al final de la Gran Vía de Don Diego López de Haro, a unos 1600 metros a partir de la plaza Circular, nos encontramos el Monumento al Sagrado Corazón de Jesús, un conjunto escultórico de 40 metros de altura, de los que 10 corresponden a la imagen. El obelisco que sirve de base es de roca caliza y la figura de Jesús de bronce.
Intervinieron el arquitecto Pedro Muguruza y el escultor Lorenzo Coullaut Valera y su inauguración fue el 26 de junio de 1927, coincidiendo con un Congreso Eucarístico, siendo promovida esta obra por los padres jesuitas.
En septiembre de 2004 el monumento fue restaurado.

## Edificios de interés
Diversos edificios reseñables rodean la plaza:
- Palacio Euskalduna
- Puente Euskalduna
- Parque Casilda Iturrizar
- Itsasmuseum Bilbao
- Santa y Real Casa de Misericordia de Bilbao
- Estadio de San Mamés

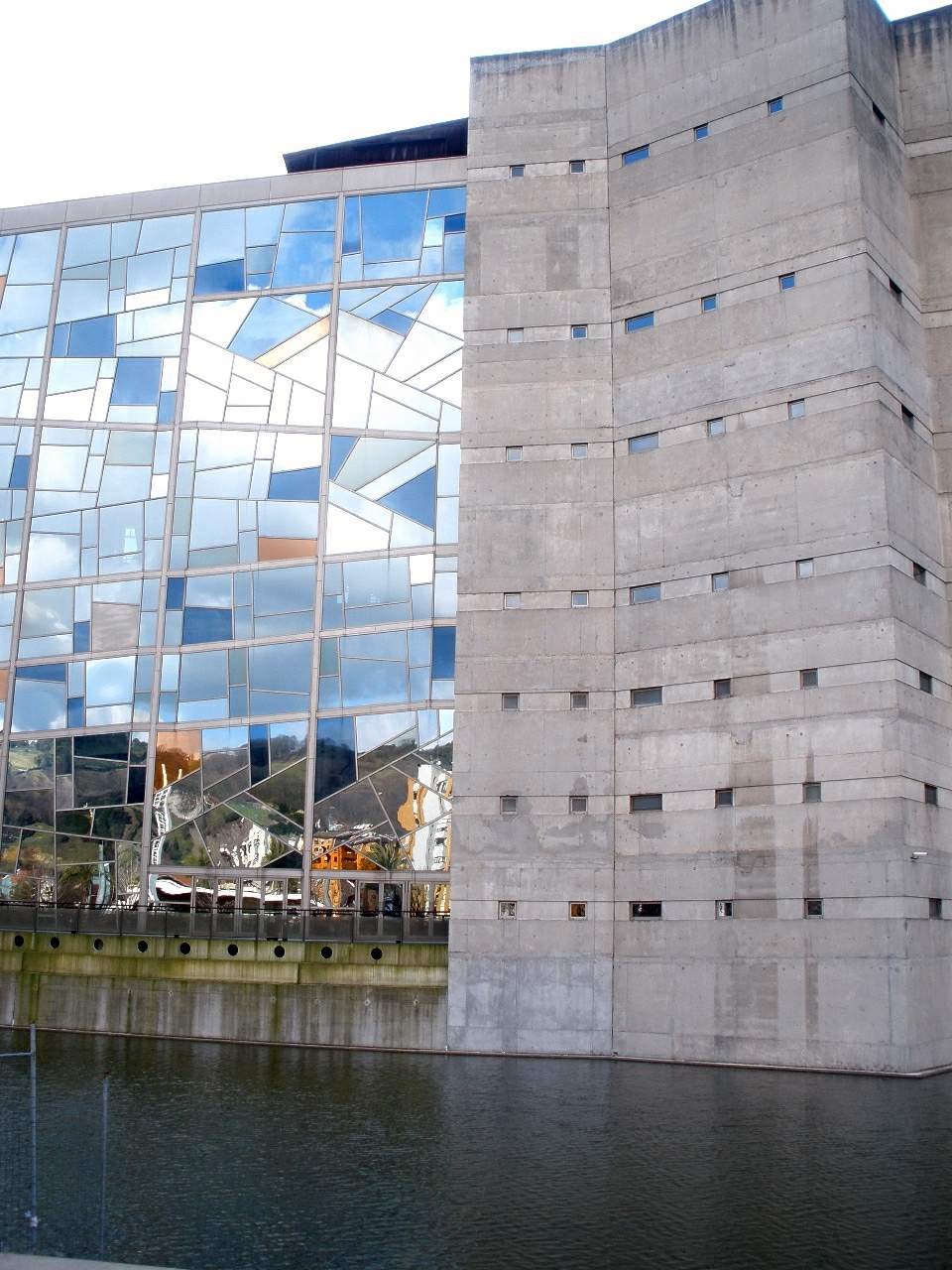
Palacio Euskalduna
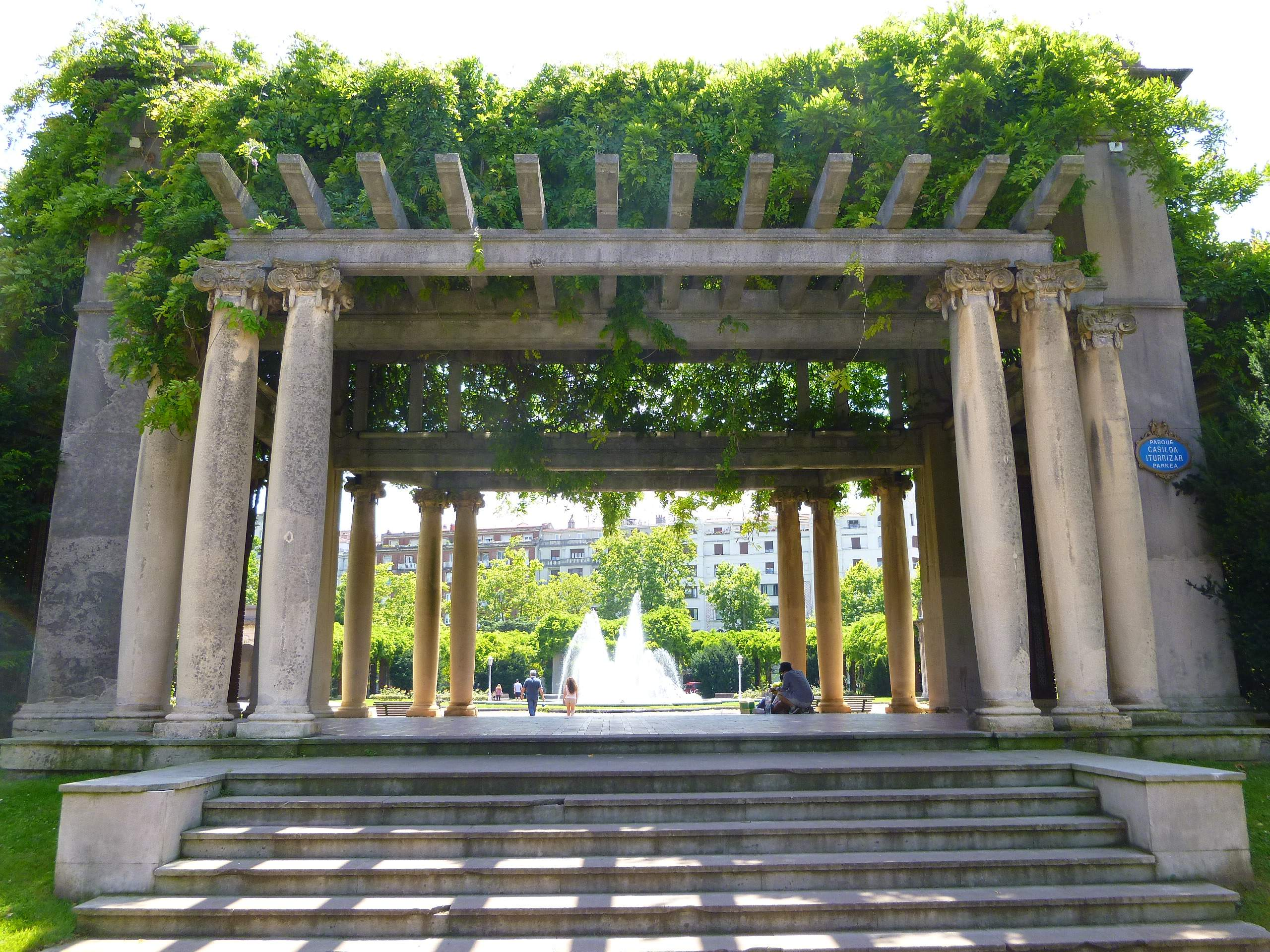
Parque Casilda Iturrizar
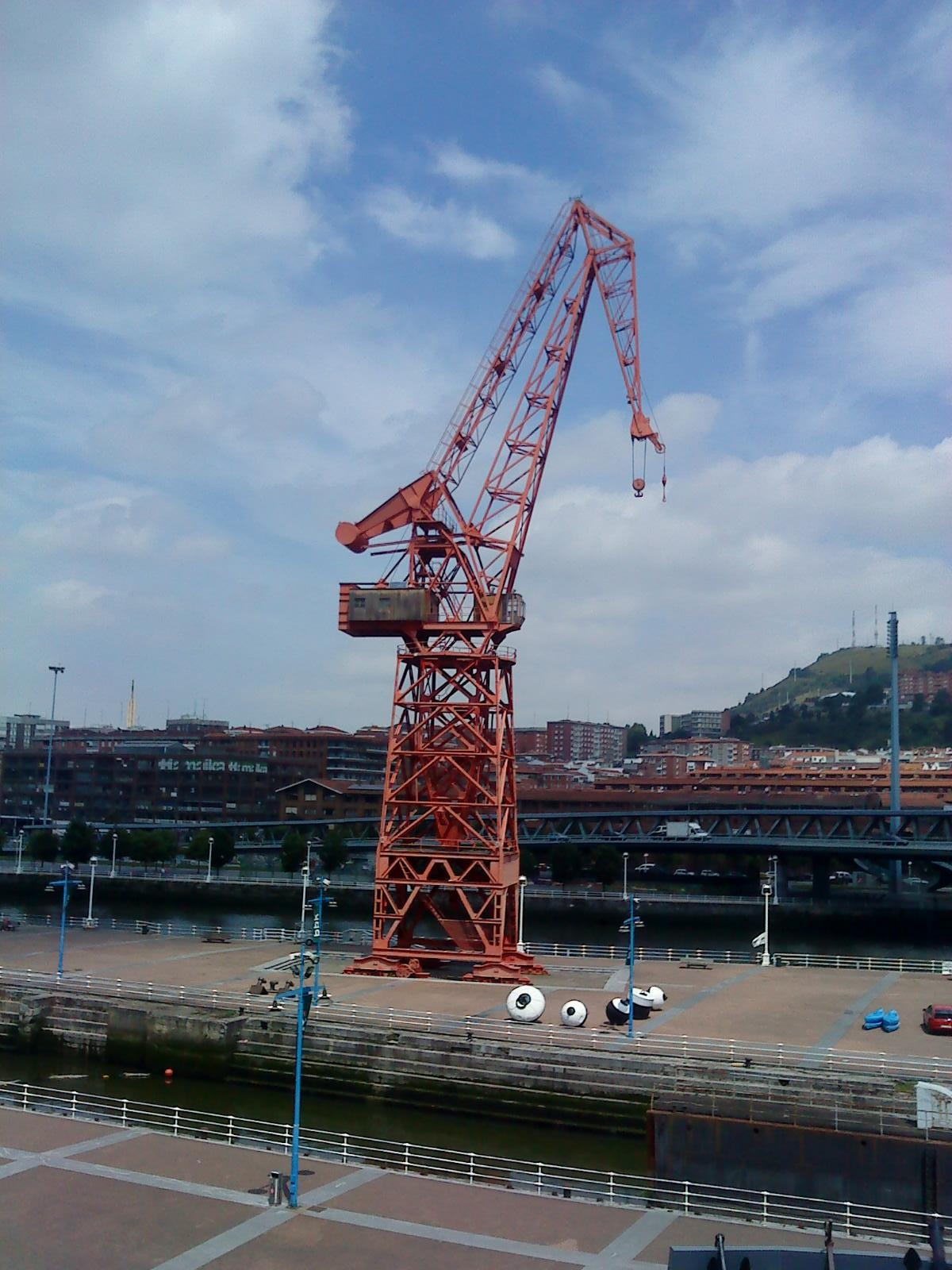
Grua Carola, Itsasmuseum Bilbao
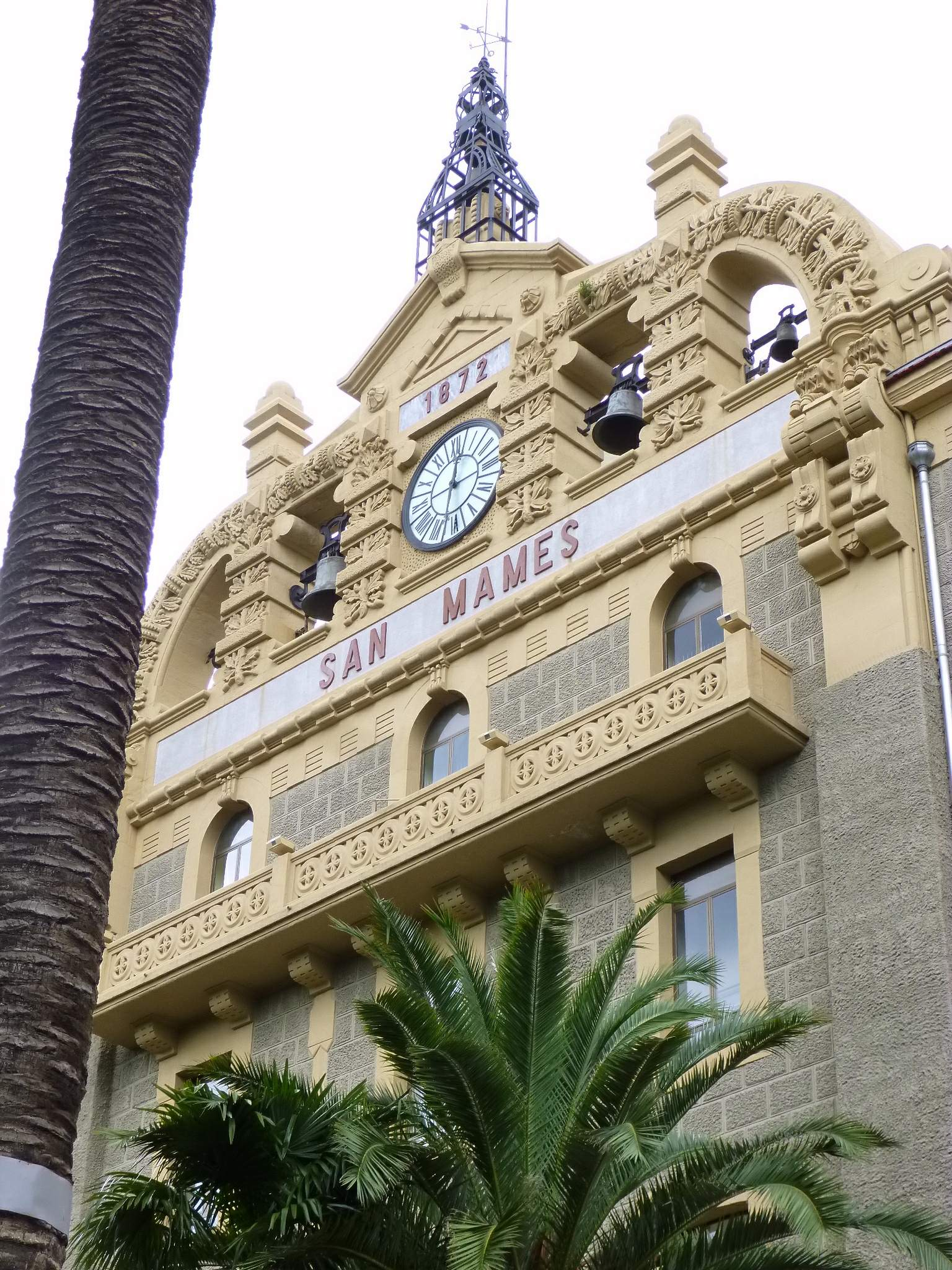
Santa y Real Casa de Misericordia de Bilbao
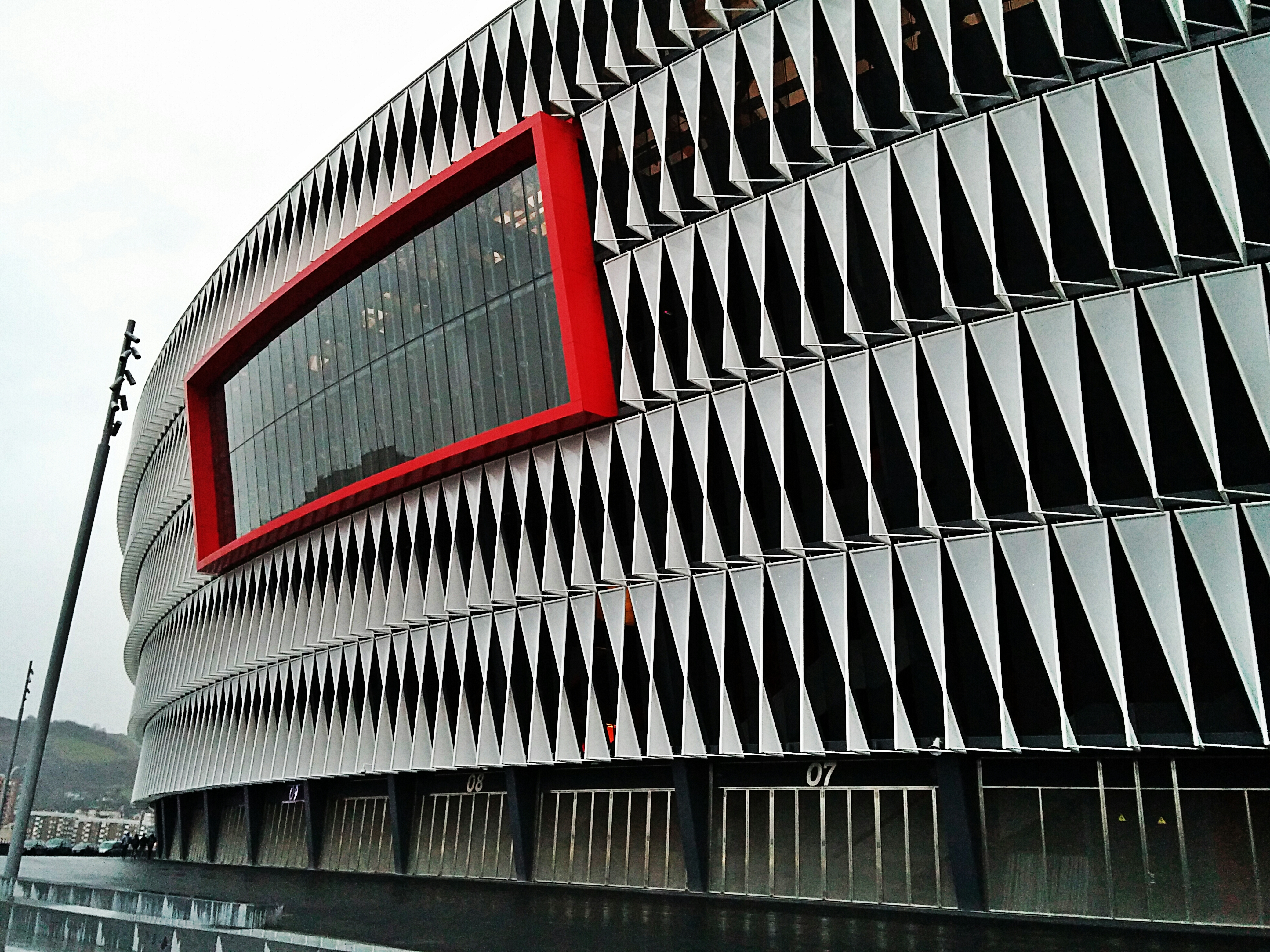
Estadio de San Mamés

## Medios de transporte
Además de la estación de Sabino Arana del tranvía de Bilbao, situada frente al Palacio Euskalduna, existen diversas paradas de las líneas de Bilbobus y Bizkaibus.